# Not Guilty
 (juillet 2024).
Si vous disposez d'ouvrages ou d'articles de référence ou si vous connaissez des sites web de qualité traitant du thème abordé ici, merci de compléter l'article en donnant les références utiles à sa vérifiabilité et en les liant à la section « Notes et références ».
Pistes inédites de Anthology 3
Junk What's the New Mary Jane
Pistes de George Harrison
Love Comes to Everyone
(1) Here Comes the Moon
(3)
Not Guilty est une chanson de George Harrison, conçue et finalisée par les Beatles en 1968, mais non retenue, à l'époque de la création de leur album homonyme. Elle est reprise en 1979 par l'auteur pour son propre album homonyme. La version des Beatles sera officiellement publiée, pour la première fois, sur Anthology 3 en 1996.

## Historique
George Harrison écrit Not Guilty en 1968 à la suite du cours de méditation transcendantale des Beatles en Inde avec le Maharishi Mahesh Yogi, une activité qu'il avait menée avec le groupe. Les paroles servent de réponse aux récriminations qu'il a reçues de ses camarades, John Lennon et Paul McCartney, à la suite de la brouille du groupe avec le Maharishi et lorsque les Beatles ont lancé leur société multimédia Apple Corps.
Le groupe enregistre la chanson au milieu des tensions qui ont caractérisé les sessions de l'album double The Beatles de 1968 (mieux connu du surnom « Album blanc »). Fin mai, la piste a été enregistrée en démo à Kinfauns, le domaine de l'auteur à Esher dans le Surrey et travaillée en studio du 7 au 12 août 1968. Une centaine de prises ont été tentées avant d'être finalement mise de côté. Un mixage édité de l'enregistrement a été préparé pour l'album avorté Sessions en 1984 et a été publié sur un disque pirate. La chanson, affichant beaucoup de guitare électrique, dans la lignée de certaines chansons du groupe à l'époque, est restée dans les cartons pour près de trente ans. Elle est enfin publiée officiellement en 1996 dans la compilation Anthology 3 en version écourtée. La version complète ainsi que la démo de Harrison de mai 1968 apparaissent dans le coffret de l'édition du cinquantième anniversaire de l'« Album blanc ».
Harrison a repris sa chanson au début de 1978, peu de temps après avoir participé à la satire télévisée des Rutles sur l'histoire des Beatles, All You Need Is Cash. Contrairement à l'atmosphère entourant la création de la chanson, cette période en a été une de contentement personnel pour Harrison, qui a profité de l'occasion de déboulonner les mythes entourant son ancien groupe[réf. nécessaire]. La chanson, dont l'auteur avait oublié l'existence et redécouverte dans ces vieux rubans de démos, est placée sur l'album George Harrison l'année suivante. L'arrangement musical diffère de la version de 1968, qui comportait des guitares électriques et un clavecin, et reflète le nouveau style jazz-pop moelleux de Harrison[réf. nécessaire].

## Personnel

### Version de George Harrison
- George Harrison – chant, guitare acoustique
- Neil Larsen – piano électrique
- Steve Winwood – claviers
- Willie Weeks – basse
- Andy Newmark – batterie
- Ray Cooper – conga

### Version des Beatles
- George Harrison – chant, guitare solo et rythmique
- John Lennon – clavecin
- Paul McCartney – basse
- Ringo Starr – batterie